# Pietro Lorenzetti
Pietro Lorenzetti (Siena, 1280/85 circa – 1348 circa) è stato un pittore italiano del XIV secolo, tra i maestri della scuola senese. Fu fratello maggiore di Ambrogio Lorenzetti.

## Biografia

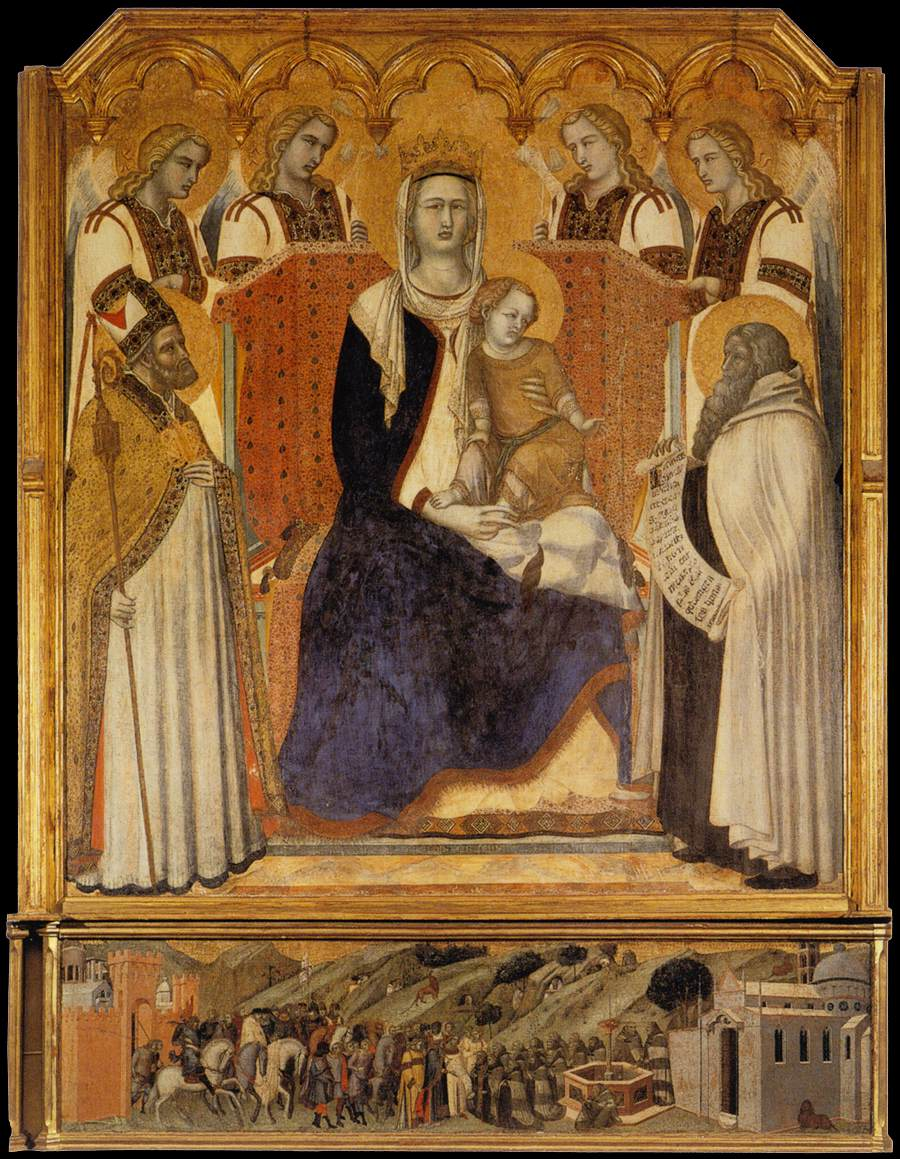
Madonna del Carmine, Pinacoteca nazionale, Siena

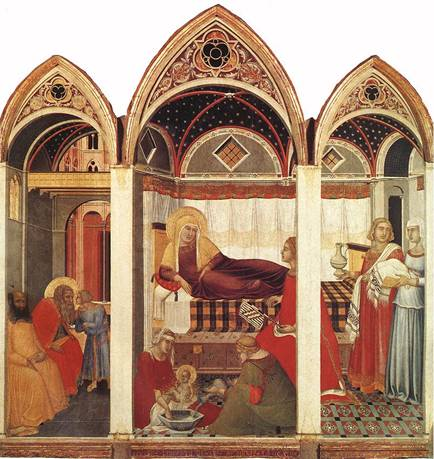
Natività della Vergine, Museo dell'Opera del Duomo di Siena

Le notizie sicure sulla vita di Pietro Lorenzetti sono assai scarse e si limitano, in massima parte, alle date che egli appose sui suoi lavori (quattro pervenute) e a qualche documento. Si stima che sia nato tra il 1280 e il 1285 e morto nel 1348 circa, ma questi dati sono calcolabili solo in maniera approssimativa. Di sicuro però è nato a Siena con suo fratello minore, Ambrogio.
Né tantomeno offre un aiuto sostanziale la biografia che di lui redasse Giorgio Vasari, la prima, poiché sebbene lo storico aretino si dilunghi in elogi dell'opera di Lorenzetti, egli compì alcuni macro-errori proprio a partire dal nome, che travisò in "Pietro Laurati" (mal leggendo la firma "Petrus Laurentii" della Madonna oggi agli Uffizi) e non mettendo mai in relazione l'artista con il fratello Ambrogio, nonostante egli avesse potuto leggerne le firme in quanto frater nei perduti affreschi della facciata dell'ospedale di Santa Maria della Scala a Siena. Inoltre non gli assegnò la sua opera più importante, ovvero gli affreschi nel transetto sinistro della basilica inferiore di Assisi, assegnandoli a Puccio Capanna, Pietro Cavallini e Giotto. Ritenne infine erroneamente di sua mano la Tebaide nel Camposanto monumentale di Pisa.
Lorenzo Ghiberti invece non nominò mai Pietro, assegnando anche gli affreschi di Santa Maria della Scala al solo Ambrogio e dimostrando come neanche lui ne avesse letto la firma.
La sua formazione dovette compiersi sotto Duccio di Buoninsegna, assieme al coetaneo Simone Martini.

## Opere

### Gli affreschi di Assisi
Dal 1310 al 1320 partecipò al grande cantiere decorativo della Basilica inferiore di San Francesco d'Assisi, con Martini e altri pittori fiorentini della scuola di Giotto; in particolare lavorò nel transetto sud al servizio del cardinale Napoleone Orsini, affrescando scene della Passione di Cristo, nelle quali dimostrò di avere sviluppato un linguaggio figurativo autonomo che sintetizzava arte senese e linguaggio giottesco.

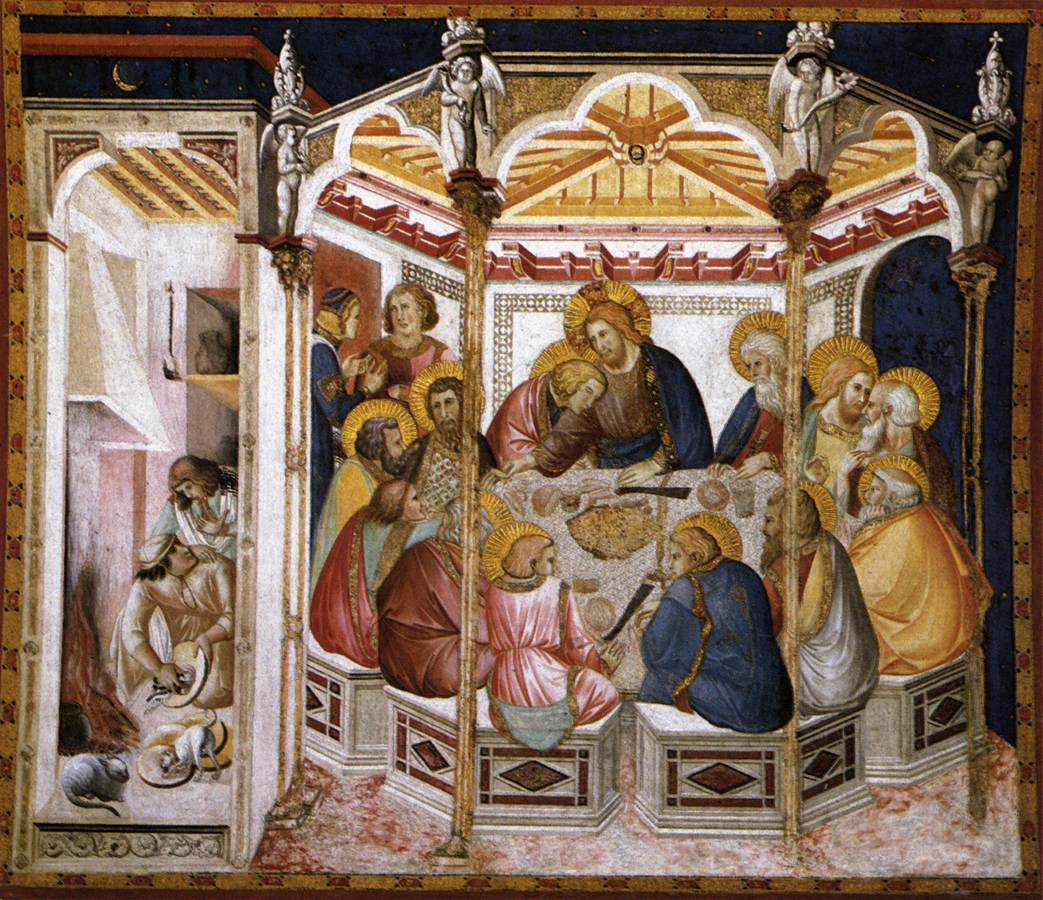
Ultima cena, affresco, Assisi, Basilica inferiore, 1310-1320 circa

Emblematica è per esempio la scena dell'Ultima Cena, costruita attorno a un tavolo, all'interno di una magnifica loggia esagonale (che ricorda molto la struttura del pulpito del duomo di Siena di Nicola Pisano), dove viene dimostrata l'assimilazione delle tecniche prospettiche per le virtuose ambientazioni architettoniche derivate da Giotto; ma ancora più sorprendente è la visione della stretta stanzetta dei servitori a sinistra: un quarto della superficie dell'affresco è infatti occupato dalla cucina adiacente, dove il cibo sta bollendo sopra un focolare e due servitori puliscono le stoviglie e gettano gli avanzi di cibo; sullo sfondo si riconoscono particolari dell'arredo (una pala da carbone e ripiani con stoviglie) e in primo piano troviamo un gatto che si riscalda al fuoco e un cane che lecca gli avanzi di cibo dai piatti. Nessun giottesco avrebbe probabilmente considerato degno un dettaglio che per quanto quotidiano appare piuttosto "basso", mentre la curiosità di Lorenzetti appare accesa da questo minuzioso dettaglio, dalla precisa descrizione della realtà.

### I primi dipinti in Toscana
Il Polittico della pieve di Arezzo del 1320 è la prima opera pervenutaci datata.
Lorenzetti si recò successivamente a Siena, dove nel 1329 dipinse la grande Pala del Carmine, già nella chiesa del Carmine. La Madonna è assisa in trono, in una solenne plasticità che ricorda la Maestà di Ognissanti di Giotto, soprattutto nelle corpose sfumature del volto. Di quest'opera è interessante anche la tavoletta con la Fontana del profeta Elia, facente parte della predella, nella quale è un carmelitano che attinge acqua con una brocca. La sensibilità del pittore per la qualità materica degli elementi naturali e per i relativi effetti ottici è resa evidente dall'incresparsi della superficie dell'acqua della vasca per effetto degli spruzzi e dai riflessi sulle coppe di vetro appoggiate sul bordo della fontana.
Sempre a Siena, insieme al fratello Ambrogio, eseguì nel 1335 gli affreschi ormai perduti della facciata dell'ospedale di Santa Maria della Scala.

### La maturità artistica e laNatività della Vergine
Nelle opere più mature egli appare influenzato dal fratello Ambrogio Lorenzetti, dove il giottismo più fiorentino viene stemperato nelle ricerche naturalistiche e luministiche. Verso il 1340 dipinse la pala della beata Umiltà, per una chiesa fiorentina, mentre da Pistoia proviene la Madonna in trono col Bambino tra otto angeli (1340).
Per esempio nel trittico del 1342 per il duomo di Siena, destinato a decorare l'altare di San Savino, rappresentò la Natività della Vergine su tre pannelli trattandoli come se si trattasse di uno solo, anzi trattando le demarcazioni come se fossero dei pilastri che separano la stanza in tre ambienti, due dei quali appartenenti alla stanza principale e uno, a sinistra, dove aspetta trepidante Gioacchino, il padre di Maria. Le volte dipinte sono illusionisticamente collocate sui "pilastri" della cornice e la loro prospettiva segue un preciso sistema di piani ortogonali anche in profondità (si veda per esempio lo sfondamento su un cortile porticato sulla sinistra), che presentano angolazioni vicinissime a quelle della vera prospettiva geometrica del punto di fuga unificato approntata solo da Brunelleschi all'inizio del XV secolo. L'interno domestico però non si riduce ad una fredda struttura architettonica, anzi le figure vi si muovono a proprio agio ed i dettagli di mobilio e suppellettili sono curatissimi, dalle mattonelle del pavimento alle stelline dipinte sulle volte a crociera.
Al 1342 risale uno dei rari documenti che citano l'artista, attestante l'acquisto di terreni a Bibbiano per gli orfani (Cola (Nicola) e Martino) dell'amico scultore Tino di Camaino, deceduto verso il 1337.
La Natività è l'ultima opera documentata di Pietro Lorenzetti, del quale non si hanno più notizie dopo il 1347: è probabile che sia morto, come il fratello, durante la peste del 1348.

## Opere (Elenco)
- Madonna col Bambino e santi, 1305-1315 circa, tempera e oro su tavola, 69,85x100 cm, Seattle, Seattle Art Museum
- Crocifissione, 1310 circa, tempera e oro su tavola, 46x35,6 cm, Cambridge (Massachusetts), Fogg Art Museum
- Maestà e santi, 1310 circa, tempera e oro su tavola, la Valletta, MUŻA
- Madonna con Bambino in trono, 1310 circa, tempera e oro su tavola, 126x75,5, Filadelfia, Philadelphia Museum of Art
- Angeli, 1310 circa, tempera e oro su tavola, 26x49 cm, Filadelfia, Philadelphia Museum of Art
- Madonna col Bambino, 1310-1315 circa, tempera e oro su tavola, 70,7x44,8 cm, Assisi, Museo del Tesoro della Basilica di San Francesco
- Storie della Passione di Gesù, 1310-1319 circa, affreschi, Assisi, basilica inferiore di San Francesco
  - Entrata di Cristo a Gerusalemme
  - Lavanda dei piedi
  - Ultima Cena
  - Cattura di Cristo
  - Giuda impiccato
  - Flagellazione davanti a Pilato
  - Andata al Calvario
  - Crocifissione
  - Deposizione dalla croce
  - Seppellimento di Cristo
  - Discesa agli Inferi
  - Resurrezione
  - San Francesco riceve le stimmate
  - Madonna col Bambino tra i santi Giovanni Battista e Francesco
  - Madonna col Bambino tra i santi Francesco e Giovanni Evangelista
  - Panca vuota
- San Leonardo, 1310-1320 circa, tempera e oro su tavola, 97x58 cm, Riggisberg, Abegg-Stiftung
- Polittico di Monticchiello, 1315 circa, tempera e oro su tavola
  - Madonna di Monticchiello, 1315 circa, 68x46 cm, Pienza, Museo diocesano (Pienza)
  - Santa, 1315 circa, tempera e oro su tavola, 55x33 cm, Le Mans, Museo Tessé
  - San Benedetto, Santa Caterina d'Alessandria, Santa Margherita d'Antiochia, ciascuno 63x33 cm, Firenze, Museo Horne
- Madonna col Bambino, 1315 circa, tempera e oro su tavola, 23x14,6, collocazione sconosciuta (asta Sotheby's 1973)
- Polittico con la Crocifissione, 1315 circa, tempera e oro su tavola, Francoforte, Städel
- Crocifisso, 1315-1320 circa, tempera e oro su tavola, 380x274 cm, Cortona, Museo diocesano
- Madonna in trono, 1315-1320 circa, tempera e oro su tavola, 126x83 cm, Cortona, Museo diocesano
- Crocifissione con sante, 1315-1325 circa, tempera e oro su tavola, 53,3x53,3, collocazione sconosciuta
- Polittico della pieve di Arezzo, 1320, tempera e oro su tavola, 298x309 cm, Arezzo, pieve di Santa Maria
- Madonna col Bambino e sante, 1320 circa, tempera e oro su tavola, Arezzo, Museo nazionale d'arte medievale e moderna
- Santa Lucia, 1320 circa, tempera e oro su tavola, 168x83 cm, Firenze, chiesa di Santa Lucia dei Magnoli
- Crocifissione (con Ambrogio), 1320-1330 circa, tempera e oro su tavola, 148x70 cm, Firenze, Museo Stibbert
- Cristo in pietà, 1320-1330 circa, tempera e oro su tavola, 49x60 cm, La Spezia, Museo civico Amedeo Lia
- Sant'Antonio Abate, 1320–1330 cm, tempera e oro su tavola, 47x40,3 cm, collezione privata
- Cristo Risorto, 1320-1330, affresco staccato, Siena, Oratorio di San Bernardino
- Crocifissione coi dolenti, tempera e oro su tavola, Siena, Pinacoteca nazionale
- Madonna col Bambino, san Giovanni Battista e un cavaliere, 1325 circa, affresco staccato, Siena, basilica di San Domenico
- Crocifisso sagomato, 1325-1335 circa, tempera e oro su tavola, h. 125 cm, Cortona, Museo diocesano
- Pala del Carmine, 1327-1329, tempera e oro su tavola, 191x328 cm, Siena, Pinacoteca nazionale
  - Eliseo, 125,7x47 cm, Pasadena, Norton Simon Museum
  - San Giovanni Battista, 126,4x46,7 cm, Pasadena, Norton Simon Museum
  - Sant'Andrea e san Jacopo, 45x26 cm, New Haven, Yale University Art Gallery
- Madonna col Bambino, 1330 circa, tempera e oro su tavola, 73x52 cm, Castiglione d'Orcia, pieve dei Santi Stefano e Degna
- Uomo di dolori, 1330 circa, tempera e oro su tavola, 32×52 cm, Altenburg, Lindenau Museum
- Madonna col Bambino, 1330 circa, tempera e oro su tavola, 29x20 cm, Altenburg, Lindenau Museum
- Madonna col Bambino, 1330 circa, tempera e oro su tavola, 72x38 cm, Firenze, collezione Serristori
- San Giovanni dolente, 1330 circa, tempera e oro su tavola, 19x16,8 cm, New York, collezione privata
- Crocifissione, 1330-1335 circa, tempera e oro su tavola, 35x21 cm, Newark (Delaware), collezione Alana
- Strage degli innocenti, 1330-1340 circa, affresco, Siena, chiesa dei Servi
- Madonna con Bambino, 1330-1340 circa, tempera e oro su tavola, 93,5x58 cm, Siena, Pinacoteca Nazionale
- San Giovanni Battista, 1330-1340 circa, tempera e oro su tavola, 80,4x42,2 cm, Città del Vaticano, Pinacoteca Vaticana
- San Pietro, 1330-1340 circa, tempera e oro su tavola, 78x42 cm, Città del Vaticano, Pinacoteca Vaticana
- Trittico della Madonna col Bambino e le sante Maria Maddalena e Caterina d'Alessandria, 1330-1340 circa, tempera e oro su tavola, 110,5x158,1 cm, Washington, National Gallery of Art
- Funerali di un santo vescovo, 1330-1340 circa, tempera e oro su tavola, 21,4x30,4 cm, Assisi, Museo del Tesoro della Basilica di San Francesco
- Santa Margherita, 1330-1340 circa, tempera e oro su tavola, 67x45,6 cm, Assisi, Museo del Tesoro della Basilica di San Francesco
- Santa Chiara, 1330-1340 circa, tempera e oro su tavola, 61,9x30 cm, Athens (Georgia), Georgia Museum of Art
- Santa Elisabetta, 1330-1340 circa, tempera e oro su tavola, 69,8x37 cm, Parigi, Louvre[3]
- San Zaccaria, 1330-1340 circa, tempera e oro su tavola, 70x36,5 cm, Parigi, Louvre[3]
- Trittico dei santi Bartolomeo, Cecilia e Giovanni Battista, 1332, tempera e oro su tavola, 84x96 cm, Siena, Pinacoteca nazionale
- Storie della Vergine, 1335, affreschi, perduti, già a Siena, ospedale di Santa Maria della Scala
- Madonna col Bambino (cerchia?), 1335 circa, tempera e oro su tavola, 79x56 cm, Firenze, Palazzo Vecchio (collezione Loeser)
- Reliquiario con Madonna col bambino, 1335 circa, tempera e oro su tavola, 33x13,7 cm, Firenze, collezione Berenson
- Reliquiario con Cristo benedicente in trono e frate francescano, 1335 circa, tempera e oro su tavola, 33x13,7 cm, New York, collezione privata
- Madonna con Bambino in trono tra santi e angeli, 1335-1340 circa, tempera e oro su tavola, 60,2x26 cm, Assisi, Museo del Tesoro della Basilica di San Francesco
- Madonna con Bambino in trono, angeli e santi, 1335-1340 circa, tempera e oro su tavola, 34x28,8 cm, Berlino, Gemäldegalerie
- San Giovanni Evangelista, 1335-1340 circa, tempera e oro su tavola, 68x45,5 cm, La Spezia, Museo civico Amedeo Lia
- San Savino vescovo davanti al governatore Venustiano, 1335-1342 circa, tempera e oro su tavola, 37,5x33 cm, Londra, National Gallery
- Madonna col Bambino, dopo il 1336, forse 1340-1348, tempera e oro su tavola, Buonconvento, Museo di arte sacra della Val d'Arbia, proveniente dalla chiesa di San Bartolomeo della vicina Castelnuovo Tancredi.
- Madonna col Bambino, 1340-1348 circa, tempera e oro su tavola, Buonconvento, Museo di arte sacra della Val d'Arbia, proveniente dalla chiesa di san Giovanni Battista della vicina Campriano.
- Crocifissione, 1336-1337 circa, affresco, Siena, Basilica di San Francesco
- Cristo risorto, 1336-1337 circa, affresco staccato, Siena, Museo dell'Opera del Duomo
- Madonna in trono col Bambino tra otto angeli, 1340, tempera e oro su tavola, 145x122 cm, Firenze, Uffizi
- Adorazione dei Magi, 1340, tempera e oro su tavola, 33x24 cm, Parigi, Louvre[3]
- Cristo davanti a Pilato, 1340 circa, tempera e oro su tavola, 38x27 cm, Città del Vaticano, Pinacoteca Vaticana
- Crocifissione, 1340 circa, tempera e oro su tavola, 41,9x31,8 cm, New York, Metropolitan Museum
- Madonna col Bambino, angeli e due santi vescovi, 1340-1345 circa, tempera e oro su tavola, 38,3x25 cm, Baltimora, Walters Art Gallery
- Polittico di san Giusto, 1340-1348 circa, tempera e oro su tavola, 172x119 cm, Siena, Pinacoteca Nazionale
- Pala della beata Umiltà, 1341 circa, tempera e oro su tavola, 226×185 cm, Firenze, Uffizi
  - Beata Umiltà resuscita una suora, 45x56 cm, Berlino, Gemäldegalerie
  - Miracolo del ghiaccio, 45x31 cm, Berlino, Gemäldegalerie
- Natività della Vergine, 1342, tempera e oro su tavola, 188x183 cm, Siena, Museo dell'Opera del Duomo
- Santa Caterina d'Alessandria, 1342 circa, tempera e oro su tavola, 66x41,3 cm, New York, Metropolitan Museum
- Trittico con Maestà, Annunciazione, San Cristoforo e Crocifissione, 1345 circa, tempera e oro su tavola, 44x51,5 cm, Digione, Musée des Beaux-Arts
- Annunciazione e santi, 1345, affreschi, Montalcino, chiesa di San Michele
- Madonna con Bambino in trono tra santi e angeli, 1345 circa, tempera e oro su tavola, 41,8x25 cm, Assisi, Museo del Tesoro della Basilica di San Francesco
- Madonna con Bambino in trono tra sante e angeli, 1345 circa, tempera e oro su tavola, 55x26 cm, Milano, Museo Poldi Pezzoli
- Santa Maria Maddalena comunicata nel deserto, 1345 circa, tempera e oro su tavola, 70x48 cm, Omaha (Nebraska), Joslyn Art Museum
- San Giacomo Maggiore e san Giovanni Evangelista, 1345 circa, tempera e oro su tavola, 19x34,5 cm, Oxford, Exeter College
- San Lorenzo e san Cristoforo, San Girolamo, 1345 circa, tempera e oro su tavola, 35x40 cm, collocazione sconosciuta
- San Donato e san Giovanni Gualberto, Sant'Agostino, 1345 circa, tempera e oro su tavola, 35x40 cm, collocazione sconosciuta
- Coppia di apostoli, 1345 circa, tempera e oro su tavola, 19x34,5 cm, Oxford, Exeter College
- Santo vescovo martire, 1345 circa, tempera e oro su tavola, 66x40 cm, Parigi, collezione De Noailles
- Cuspide con sant'Antonio Abate, 1345 circa, tempera e oro su tavola, 39,4x33 cm, Praga, Národní galerie v Praze
- Cuspide con santo martire, 1345 circa, tempera e oro su tavola, 45x38 cm, Praga, Národní galerie v Praze
- Resurrezione del Salvatore, affresco, Siena, Pinacoteca nazionale
- Santo vescovo, tempera e oro su tavola, 48x27,5, Firenze, collezione privata
- Episodio miracoloso, tempera e oro su tavola, 19x16,8 cm, collocazione sconosciuta (asta Christie's New York, 1993)
- Annunciazione, tempera e oro su tavola, 16,5x16,5 cm, Sarasota, Ringling Museum of Art
- Matrimonio mistico di santa Caterina d'Alessandria, tempera e oro su tavola, 24,1x33 cm, Sarasota, Ringling Museum of Art
- Allegoria della Redenzione (forse con Ambrogio), tempera su tavola, 57,5x118,5 cm, Siena, Pinacoteca Nazionale